# Gorong'a
Gorong'a è una circoscrizione rurale (rural ward) della Tanzania situata nel distretto di Tarime, regione del Mara. Conta una popolazione di 11 062 abitanti (censimento 2012).